# Usedom (ville)
Pour les articles homonymes, voir Usedom (homonymie).
Usedom est une ville d'Allemagne, située dans l'arrondissement de Poméranie-Occidentale-Greifswald du Land de Mecklembourg-Poméranie-Occidentale. En raison de la coupure linguistique de l'île d'Usedom, on parle également de Stadt Usedom  (ville d'Usedom) ou d’Usedom-Stadt (Usedom-Ville).
La ville est le chef-lieu du canton d'Usedom-Sud, dont 14 communes de plus.

## Géographie
La ville est située dans la partie sud-ouest de l'île du même nom.

## Histoire
Le nom de la ville d'Usedom dérive du slave « uznam » (à partir de l'embouchure). La région, peuplée depuis le néolithique, fut occupée du VIIIe au  IXe siècle par les Slaves, qui construisirent l'actuel château sur le Schlossberg.
Au début du XIIe siècle, la localité fut détruite par les Danois commandés par le roi Niels. En 1128 sur le Schlossberg d'Usedom les princes wendes de Poméranie occidentale adoptèrent le christianisme sous la pression des armes. Le burg d'Usedom, centre de la « terra Wanzlow », se trouve nommé pour la première fois en 1140 dans un acte du pape confirmant l'existence de l'évêché de Poméranie. En 1155 on construisit près de la ville le monastère de Grobe. Dans les années 1177 et 1178 Usedom fut de nouveau conquis et détruit par les Danois, sous le règne de Basile Ier. Au XIIIe siècle commença, dans le cadre de la colonisation de l'Est, l'occupation allemande d'Usedom. Le 23 décembre 1298 Usedom reçut du duc Bogislaw IV le droit de Lübeck.
En 1475 et 1688, de grands incendies détruisirent entièrement la ville. Après les Traités de Westphalie en 1648 Usedom devint suédois comme toute la Poméranie, puis prussien après 1720.
De 1720 à 1806, et de nouveau à partir de 1815, la ville fut prussienne. Depuis 1876, la ville est rattachée au réseau ferroviaire. En 1934 fut construit près de Karnin un pont levant pour chemin de fer, détruit au cours de la Seconde Guerre mondiale.
Après la Seconde Guerre mondiale, la ville appartint d'abord au Land de Mecklembourg-Poméranie-Occidentale, après 1952 au district de Rostock, et depuis 1990 il fait partie du nouveau Land recréé de Mecklembourg-Poméranie-Occidentale. Depuis 1991 le centre-ville et la mairie connaissent une rénovation complète dans le cadre du développement urbain.

## Quartiers
| - Gellenthin - Gneventhin - Karnin - Kölpin - Mönchow | - Ostklüne - Paske - Usedom - Vossberg - Welzin | - Westklüne - Wilhelmsfelde - Wilhelmshof - Zecherin |

## Personnalités liées à la ville
- Wilhelm Süßmann (1891-1941), général né à Usedom.

## Jumelage
- Henstedt-Ulzburg (Allemagne) depuis le 9 novembre 1990[1]